# Rhabdomastix subparva
Rhabdomastix subparva är en tvåvingeart som beskrevs av Jaroslav Stary 1971. Rhabdomastix subparva ingår i släktet Rhabdomastix och familjen småharkrankar. Inga underarter finns listade i Catalogue of Life.